# حیات نعمت سمرقندی
حیات نعمت سمرقندی (به پارسی تاجیکی: Хаёт Неъмат) نویسنده و چامه‌سرای پارسی زبان اهل سمرقند و رئیس پیشین مرکز فرهنگی تاجیکان ازبکستان در سمرقند بود.

## زندگی
وی از کودکی دچار معلولیت بود. پس از فروپاشی شوروی، وی یک هفته تمام در مرکز شهر سمرقند برای زبان پارسی گرسنه‌نشینی کرد و مجله پارسی زبان آواز سمرقند ارمغان‌های این کارش بود. پس از تظاهرات سال ۱۹۹۱ میلادی تاجیکان سمرقند و گرفتن یک بنای مرکز شهر و تبدیل آن به مرکز فرهنگی تاجیکان، حیات نعمت ریاست آن را بر عهده گرفت و در این مدت خدمات زیادی را به زبان و فرهنگ پارسی ارائه داد. وی از جوانان شهر دستگیری می‌نمود تا آثار ادبی آنان در حوزه زبان پارسی در نشریه‌های برون‌مرزی به چاپ برسد. در تابستان ۱۳۸۴ پس از اینکه وی از شدت تنگدستی مجبور به بازکردن یک دکان دستفروشی در مرکز سمرقند شد، با جلوگیری پلیس و شهرداری روبرو شد و پس از تخریب دکان، او به همراه خانواده‌اش که با او هم‌عقیده شده‌اند، در حبس خانگی شبانه‌روزی قرار گرفتند.
حیات نعمت سرانجام در ۱۸ اکتبر ۲۰۲۱ در سن ۷۸ سالگی در زادگاهش سمرقند درگذشت.